# Les Brumes d'Asceltis

Les Brumes d'Asceltis est une série de bande dessinée française écrite par Nicolas Jarry, dessinée par Jean-Luc Istin et coloriée par Elsa Brants.
Elle a fait l'objet d'un préquelle, Les Exilés d'Asceltis, et d'un spin-off, Élya : Les Brumes d'Asceltis.

## Albums
- Soleil Productions :

1. La Citadelle oslanne, 2003[1].
2. Le Dieu lépreux, 2004[2].
3. Le Roi Akorenn, 2006[3].
4. En Terre Scente, 2010[4].
5. Orian, 2012.
6. Convergence, 2014.
7. Jérasem, 2015.